# Bernd Winkler
Bernd Winkler (* 13. August 1979) ist ein ehemaliger österreichischer Fußballspieler.

## Karriere
Winkler begann seine Karriere bei seinem Stammklub USV Abtenau. 1998 kam er in den Kader des Bundesligaklubs SV Austria Salzburg, wo er drei Spiele absolvierte. 1998/99 spielte er auch in der zweiten Mannschaft, den Red Bull Salzburg Juniors, in der Regionalliga West. Er absolvierte dort 99 Spiele und traf 13 mal.
1999 ging er zum SV Wörgl in die zweite österreichische Liga, von dort wechselte er weiter zum Ligakonkurrenten SV Braunau, wo er 31 Spiele bestritt. 2001 wechselte er zum BSV Bad Bleiberg. In der ersten Division lief er in 43 Ligaspielen auf (2 Tore) und kam auch im ÖFB-Pokal zum Einsatz. Nach dem Ende der Saison 2002/03 wurde der BSV in die BSV Juniors Villach überführt und Winkler kehrte ablösefrei zu Austria Salzburg zurück.
In der Saison 2003/04 durfte er drei Spiele in der Bundesliga absolvieren, ehe er 2003 wieder nach Kärnten ging. Für Salzburg hatte er neben dem ÖFB-Pokal auch einen Einsatz beim Rückspiel gegen AC Parma im UEFA-Cup. Wie auch bei seinem ersten Wechsel nach Salzburg spielte er für die zweite Mannschaft in der Regionalliga West. Bis zur Saison 2005/06 war er in 42 Ligaspielen eingesetzt und konnte dabei 7 Tore erzielen.
Zum 31. Januar 2006 wechselte er zum Oberösterreichischen Verein 1. FC Vöcklabruck in der dritten österreichischen Liga und nach 38 Spielen und 2 Toren in der darauffolgenden Saison zum SCR Altach zurück in die Bundesliga. Für Altach lief er in elf Erstligaspielen auf, ging dann wieder nach Vöcklabruck, welches in die Ersten Liga aufgestiegen war. Zeitgleich kam er für die Amateure des Vereins zu neun Spielen in der Bezirksliga Süd (7 Tore). Nach 10 Ligaspielen schloss er sich erneut dem SV Austria Salzburg an. In den ersten fünf Spieltagen spielte er über die volle Distanz in der 1. Salzburger Landesliga, wobei er sechs Tore erzielte. Bis Saisonende spielte er noch 20 mal und wurde mit insgesamt 23 Toren Torschützenkönig der Liga. Es folgten nach dem Aufstieg der Mannschaft Einsätze in der Regionalliga West (15 Spiele und zwei Tore in der Saison 2010/11 und 15 Spiele und ebenfalls zwei Tore in der Saison 2011/12). Mit der Ausgründung des FC Liefering aus dem USK Anif im Juni 2012 und der Gründung des FC Anif wechselte Winkler zu diesem Verein. FC Anif spielte in der Regionalliga West und Winkler kam in der Saison 2012/13 (26 Spiele, kein Tor) und 2013/14 (17 Spiele, kein Tor) zum Einsatz. Anschließend schloss er sich dem SV Wals-Grünau an, welcher in der Salzburger Liga spielte. Zum 1. Juli 2015 beendete er dort seine Karriere.
Nach seinem Karriereende war er von Dezember 2013 bis Ende Juni 2014 Co-Trainer beim FC Anif und in gleicher Position vom 18. April 2024 bis 30. Juni 2024 bei FC Bergheim. Bereits 2003/04 hatte er die ÖFB-D-Lizenz erworben und war ab 2. Juni 2010 Besitzer der UEFA-B-Lizenz. Als Scout für den FC Red Bull Salzburg war er vom 1. Juli 2015 bis 31. Dezember 2022 aktiv, bevor er sportlicher Leiter des Frauenfußballs des Vereins wurde. Seit April 2011 ist Bernd Winkler auch als Moderator einer Sportsendung im Regional-TV Sender RTS Regional TV Salzburg tätig.